# Південноосетинський зарін
Зарін (ос. зæрин — золотий) — грошова одиниця Південної Осетії. Введена в 2013 році. Незважаючи на створення цієї грошової одиниці, засобом платежу на території Південної Осетії де-факто є російський рубль.
Зарін випускається тільки у вигляді пам'ятних та інвестиційних монет, які не можуть бути використані як засіб платежу. Право емісії монет належить «Національному банку Республіки Південна Осетія». Монети відкарбовані Московським монетним двором.
У Південній Осетії встановлено тверде співвідношення заріна до російського рубля: 1 зарін = 10 рублів. Але вартість реалізації монет включає в себе вартість металу, що міститься в монетах, з додаванням премії, що покриває витрати банку на виробництво монет, їх доставку, зберігання, випуск в обіг та емісійний дохід. Ціни на вторинному ринку встановлюються вільно.
У 2013—2015 роках випущені монети:
- 2013: 5 років з дня визнання Російською Федерацією незалежності Південної Осетії — 20 зарінів (срібло), 50 зарінів (золото);
- 2014: 155 років з дня народження Кости Хетагурова — 25 зарінів (срібло)[2];
- 2015: 25 років з дня проголошення республіки — 25 зарінів (позолота); 115 років від дня народження Васо Абаєва — 25 зарінів (срібло)[3].